# Хайлук Ярослав Анатолійович
Яросла́в Анато́лійович Хайлук — солдат, Державна прикордонна служба України.

## З життєпису
2012 року на мистецькому вернісажі — Чернігівська обласна універсальна наукова бібліотека імені В. Г. Короленка — фотоконкурс «Життя як книга» — його робота здобула диплом 3 ступеня.
Станом на лютий 2017-го — молодший инспектор прикордонної служби; дозиметрист.

## Нагороди
21 серпня 2014 року — за особисту мужність і героїзм, виявлені у захисті державного суверенітету та територіальної цілісності України, вірність військовій присязі під час російсько-української війни, відзначений — нагороджений орденом «За мужність» III ступеня.